# Montalvão
Montalvão es una freguesia portuguesa del concelho de Nisa, con 123,87 km² de superficie y 597 habitantes (2001). Su densidad de población es de 4,8 hab/km².